# États-Unis aux Jeux olympiques d'été de 2000
Les États-Unis participent aux Jeux olympiques d'été de 2000 à Sydney. Il s'agit de leur 23e participation à des Jeux d'été.
La délégation américaine, composée de 586 athlètes, termine première du classement par nations avec 94 médailles (37 en or, 24 en argent et 32 en bronze).

## Liste des médaillés américains

### Médailles d'or
| Sport               | Discipline                          | Athlète(s) | Performance                                | Date         |
| Médailles d'or : 37 |                                     | |                                            |              |
| Athlétisme          | 100 m masculin                      | Maurice Greene | 9 s 87                                     | 23 septembre |
| Athlétisme          | Saut à la perche féminin            | Stacy Dragila | 4,60 mètres (RO)                           | 25 septembre |
| Athlétisme          | Saut à la perche masculin           | Nick Hysong | 5,90 mètres                                | 25 septembre |
| Athlétisme          | 400 m masculin                      | Michael Johnson | 43 s 84                                    | 25 septembre |
| Athlétisme          | 400 m haies masculin                | Angelo Taylor | 47 s 50                                    | 27 septembre |
| Athlétisme          | Relais 4 x 100 m masculin           | Jon Drummond Bernard Williams Brian Lewis Maurice Greene Tim Montgomery Kenny Brokenburr | 37 s 61                                    | 30 septembre |
| Athlétisme          | Relais 4 x 400 m féminin            | Jearl Miles-Clark Monique Hennagan Marion Jones LaTasha Colander Andrea Anderson | 3 min 22 s 62                              | 30 septembre |
| Baseball            | Tournoi de Baseball                 | Brent Abernathy Kurt Ainsworth Pat Borders Sean Burroughs John Cotton Travis Dawkins Adam Everett Ryan Franklin Chris George Shane Heams Marcus Jensen Mike Kinkade Rick Krivda Doug Mientkiewicz Mike Neill Roy Oswalt Jon Rauch Anthony Sanders Bobby Seay Ben Sheets Brad Wilkerson Todd Williams Ernie Young Tim Young | Victoire 4-0 contre Cuba                   | 27 septembre |
| Basket-ball         | Tournoi masculin                    | Steve Smith Jason Kidd Allan Houston Alonzo Mourning Tim Hardaway Vince Carter Kevin Garnett Vin Baker Ray Allen Antonio McDyess Gary Payton Shareef Abdur-Rahim | Victoire 85 - 75 contre la France          | 1er octobre  |
| Basket-ball         | Tournoi féminin                     | Teresa Edwards Lisa Leslie Nikki McCray Dawn Staley Sheryl Swoopes Ruthie Bolton Yolanda Griffith Chamique Holdsclaw Delisha Milton Katie Smith Natalie Williams Kara Wolters | Victoire 76 - 54 contre l'Australie        | 30 septembre |
| Beach-volley        | Tournoi masculin                    | Dain Blanton Eric Fonoimoana | 2 - 0 (12-11, 12-9) contre Zé Marco/Santos | 26 septembre |
| Cyclisme sur piste  | Vitesse individuelle masculine      | Marty Nothstein | Victoire 2 - 0 contre Rousseau             | 20 septembre |
| Équitation          | Concours complet individuel         | David O'Connor sur Custom Made | 34,00 -pts                                 | 22 septembre |
| Haltérophilie       | Moins de 48 kg féminin              | Tara Nott | 185,0 kg                                   | 17 septembre |
| Lutte               | Moins de 130 kg hommes              | Rulon Gardner | Victoire 1-0 contre Karelin                | 27 septembre |
| Lutte               | Moins de 76 kg hommes               | Brandon Slay | Victoire 4-0 contre Moon                   | 30 septembre |
| Natation            | Relais 4 x 100 m nage libre féminin | Amy Van Dyken Courtney Shealy Jenny Thompson Dara Torres Erin Phenix Ashley Tappin | 3 min 36 s 61 (RM)                         | 16 septembre |
| Natation            | 400 m nage libre féminin            | Brooke Bennett | 4 min 5 s 80                               | 17 septembre |
| Natation            | 400 m 4 nages masculin              | Tom Dolan | 4 min 11 s 76                              | 17 septembre |
| Natation            | 100 m dos masculin                  | Lenny Krayzelburg | 53 s 72                                    | 17 septembre |
| Natation            | 100 m brasse féminin                | Megan Quann | 1 min 7 s 05                               | 18 septembre |
| Natation            | 200 m papillon masculin             | Tom Malchow | 1 min 55 s 35                              | 19 septembre |
| Natation            | 200 m papillon féminin              | Misty Hyman | 2 min 5 s 88                               | 20 septembre |
| Natation            | Relais 4 x 200 m nage libre féminin | Diana Munz Jenny Thompson Samantha Arsenault Lindsay Benko Kim Black Julia Stowers | 7 min 57 s 80                              | 20 septembre |
| Natation            | 200 m dos masculin                  | Lenny Krayzelburg | 1 min 56 s 76                              | 21 septembre |
| Natation            | 800 m nage libre féminin            | Brooke Bennett | 8 min 19 s 67                              | 22 septembre |
| Natation            | 50 m nage libre masculin            | Gary Hall Jr. | 21 s 98                                    | 22 septembre |
| Natation            | 50 m nage libre masculin            | Anthony Ervin | 21 s 98                                    | 22 septembre |
| Natation            | Relais 4 x 100 m 4 nages féminin    | Dara Torres Barbara Bedford Megan Quann Jenny Thompson Courtney Shealy Staciana Stitts Ashley Tappin Amy Van Dyken | 3 min 58 s 30 (RM)                         | 23 septembre |
| Natation            | Relais 4 x 100 m 4 nages masculin   | Lenny Krayzelburg Ed Moses Ian Crocker Gary Hall Jr. Tommy Hannan Jason Lezak Neil Walker | 3 min 33 s 73 (RM)                         | 23 septembre |
| Plongeon            | Plateforme 10 mètres femmes         | Laura Wilkinson | 543,75 pts                                 | 24 septembre |
| Softball            | Tournoi féminin                     | Laura Berg Lisa Fernandez Lori Harrigan Michele Mary Smith Christie Ambrosi Jennifer Brundage Crystl Bustos Sheila Cornell Danielle Henderson Jennifer McFalls Stacey Nuveman Leah O'Brien Dot Richardson Michelle Venturella Christa Lee Williams                                                                         | 2-1 contre le Japon                        | 26 septembre |
| Taekwondo           | Moins de 68 kg masculin             | Steven López | Victoire contre Sin                        | 28 septembre |
| Tennis              | Simple dames                        | Venus Williams | 6-2 / 6-4 contre Dementieva                | 27 septembre |
| Tennis              | Double dames                        | Serena Williams Venus Williams | 6-1 / 6-1 contre Boogert/Oremans           | 28 septembre |
| Tir                 | Carabine à 10 mètres féminin        | Nancy Johnson | 497,7 pts                                  | 16 septembre |
| Voile               | Star masculin                       | Mark Reynolds Magnus Liljedahl | 34 pts                                     | 30 septembre |

| Sport                   | Discipline                           | Athlète(s) | Performance                        | Date         |
| Médailles d'argent : 24 |                                      | |                                    |              |
| Athlétisme              | Lancer du poids masculin             | Adam Nelson | 21,21 m                            | 22 septembre |
| Athlétisme              | 400 m masculin                       | Alvin Harrison | 44 s 40                            | 25 septembre |
| Athlétisme              | 110 m haies masculin                 | Terrence Trammell | 13 s 16                            | 25 septembre |
| Athlétisme              | Saut à la perche masculin            | Lawrence Johnson | 5,90 m                             | 25 septembre |
| Aviron                  | Deux sans barreur masculin           | Ted Murphy Sebastian Bea | 6 min 33 s 80                      | 23 septembre |
| Boxe                    | Poids plumes                         | Rocky Juarez | Défaite contre Sattarkhanov        | 1er octobre  |
| Boxe                    | Poids super-légers                   | Ricardo Williams | Défaite contre Abdoollayev         | 1er octobre  |
| Cyclisme sur route      | Contre la montre féminin             | Mari Holden | 42 min 37 s                        | 30 septembre |
| Football                | Tournoi féminin                      | Briana Scurry Lorrie Fair Christie Pearce Carla Overbeck Nikki Serlenga Brandi Chastain Sara Whalen Shannon MacMillan Mia Hamm Michelle French Julie Foudy Cindy Parlow Kristine Lilly Joy Fawcett Kate Sobrero Tiffeny Milbrett Danielle Slaton Siri Mullinix | Défaite 2–3 (ap) contre la Norvège | 28 septembre |
| Lutte                   | Moins de 76 kg hommes                | Matt Lindland | défaite 0-3 contre Kardanov        | 26 septembre |
| Lutte                   | Moins de 54 kg hommes                | Samuel Henson | défaite 3-4 contre Abdullayev      | 30 septembre |
| Natation                | Relais 4 x 100 m nage libre masculin | Neil Walker Anthony Ervin Gary Hall Jr. Jason Lezak Josh Davis Scott Tucker | 3 min 13 s 86                      | 16 septembre |
| Natation                | 400 m nage libre féminin             | Diana Munz | 4 min 7 s 07                       | 17 septembre |
| Natation                | 400 m 4 nages masculin               | Erik Vendt | 4 min 14 s 23                      | 17 septembre |
| Natation                | 100 m brasse masculin                | Ed Moses | 1 min 0 s 73                       | 17 septembre |
| Natation                | Relais 4 x 200 m nage libre masculin | Jamie Rauch Josh Davis Scott Goldblatt Klete Keller Chad Carvin Nate Dusing | 7 min 12 s 64                      | 19 septembre |
| Natation                | 200 m nage libre féminin             | Kristy Kowal | 2 min 24 s 56                      | 21 septembre |
| Natation                | 200 m 4 nages masculin               | Tom Dolan | 1 min 59 s 77                      | 21 septembre |
| Natation                | 200 m dos masculin                   | Aaron Peirsol | 1 min 57 s 35                      | 21 septembre |
| Pentathlon moderne      | Épreuve féminine                     | Emily deRiel | 5 310 points                       | 30 septembre |
| Tir à l’arc             | Épreuve individuelle hommes          | Vic Wunderle | Défaite 106-113 contre Fairweather | 20 septembre |
| Voile                   | 470 féminin                          | J. J. Isler Sarah Glaser | 47 pts                             | 28 septembre |
| Voile                   | 470 masculin                         | Paul Foerster Bob Merrick | 42 pts                             | 28 septembre |
| Water polo              | Tournoi féminin                      | Brenda Villa Kathy Sheehy Coralie Simmons Julie Swail Maureen O'Toole Nicolle Payne Heather Petri Ericka Lorenz Heather Moody Bernice Orwig Robin Beauregard Ellen Estes                                                                                       | Défaite 3 - 4 contre l'Australie   | 23 septembre |

| Sport                    | Discipline                          | Athlète(s) | Performance                               | Date         |
| Médailles de bronze : 32 |                                     | |                                           |              |
| Athlétisme               | Lancer du poids masculin            | John Godina | 21,20 m                                   | 22 septembre |
| Athlétisme               | 110 mètres haies masculin           | Mark Crear | 13 s 22                                   | 25 septembre |
| Athlétisme               | 100 mètres haies féminin            | Melissa Morrison | 12 s 76                                   | 27 septembre |
| Athlétisme               | Décathlon                           | Chris Huffins | 8 595 pts                                 | 28 septembre |
| Athlétisme               | Relais 4 x 100 mètres féminin       | Chryste Gaines Torri Edwards Nanceen Perry Marion Jones Passion Richardson                                           | 42 s 20                                   | 30 septembre |
| Aviron                   | Deux de couple poids légers femmes  | Christine Collins Sarah Garner                                                                                       | 7 min 6 s 37                              | 23 septembre |
| Aviron                   | Deux sans barreuse femmes           | Missy Schwen-Ryan Karen Kraft                                                                                        | 7 min 13 s 00                             | 24 septembre |
| Boxe                     | Poids coqs                          | Clarence Vinson | Victoire contre Raicu-Olteanu             | 30 septembre |
| Boxe                     | Poids super-welters                 | Jermain Taylor | Victoire contre Ćatić                     | 1er octobre  |
| Équitation               | Concours complet par équipes        | Karen O'Connor sur Prince Panache David O'Connor sur Giltedge Nina Fout sur 3 Magic Beans Linden Wiesman sur Anderoo | 175,80 -pts                               | 19 septembre |
| Équitation               | Dressage par équipes                | Susan Blinks Flim Flam Robert Dover Ranier Guentër Seidel Foltaire Christine Traurig Étienne                         | 5 166 -pts                                | 26 septembre |
| Gymnastique artistique   | Concours général par équipes femmes | Amy Chow Jamie Dantzscher Dominique Dawes Kristen Maloney Elise Ray Tasha Schwikert                                  | 152,933 pts                               | 19 septembre |
| Haltérophilie            | Plus de 75 kg femmes                | Cheryl Haworth | 270 kg                                    | 22 septembre |
| Lutte                    | Poids lourds hommes                 | Garrett Lowney | Victoire contre Thanos                    | 26 septembre |
| Lutte                    | Poids lourds hommes                 | Terry Brands | Victoire contre Zakhartdinov              | 1er octobre  |
| Lutte                    | Poids lourds hommes                 | Lincoln McIlravy | Victoire contre Demchenko                 | 1er octobre  |
| Natation                 | 400 m nage libre hommes             | Klete Keller | 3 min 47 s 00                             | 16 septembre |
| Natation                 | 100 m papillon femmes               | Dara Torres | 58 s 20                                   | 17 septembre |
| Natation                 | 200 m 4 nages femmes                | Cristina Teuscher | 2 min 13 s 32                             | 19 septembre |
| Natation                 | 100 m nage libre hommes             | Gary Hall Jr. | 48 s 73                                   | 20 septembre |
| Natation                 | 200 m 4 nages hommes                | Tom Wilkens | 2 min 0 s 87                              | 21 septembre |
| Natation                 | 200 m brasse femmes                 | Amanda Beard | 2 min 25 s 35                             | 21 septembre |
| Natation                 | 100 m nage libre femmes             | Dara Torres | 54 s 43                                   | 21 septembre |
| Natation                 | 100 m nage libre femmes             | Jenny Thompson | 54 s 43                                   | 21 septembre |
| Natation                 | 800 m nage libre femmes             | Kaitlin Sandeno | 8 min 24 s 29                             | 22 septembre |
| Natation                 | 1 500 m nage libre hommes           | Chris Thompson | 14 min 56 s 81                            | 23 septembre |
| Natation                 | 50 m nage libre femmes              | Dara Torres | 24 s 63                                   | 23 septembre |
| Tennis                   | Simple dames                        | Monica Seles | 6-1 / 6-4 contre Dokić                    | 1er octobre  |
| Tir                      | Double trap femmes                  | Kim Rhode | 139 pts                                   | 19 septembre |
| Tir                      | Skeet hommes                        | James Todd Graves | 147 pts                                   | 23 septembre |
| Tir à l’arc              | Épreuve par équipes hommes          | Butch Johnson Vic Wunderle Rod White                                                                                 | Victoire 239-239 / 29-26 contre la Russie | 22 septembre |
| Voile                    | 49er mixte                          | Jonathan McKee Charlie McKee                                                                                         | 64 pts                                    | 25 septembre |

| Sport                  |    |    |    | Total |
| Natation               | 14 | 8  | 11 | 33    |
| Athlétisme             | 7  | 4  | 5  | 16    |
| Lutte                  | 2  | 2  | 3  | 7     |
| Tennis                 | 2  | 0  | 1  | 3     |
| Basket-ball            | 2  | 0  | 0  | 2     |
| Voile                  | 1  | 2  | 1  | 4     |
| Équitation             | 1  | 0  | 2  | 3     |
| Tir                    | 1  | 0  | 2  | 3     |
| Haltérophilie          | 1  | 0  | 1  | 2     |
| Baseball               | 1  | 0  | 0  | 1     |
| Beach-volley           | 1  | 0  | 0  | 1     |
| Cyclisme sur piste     | 1  | 0  | 0  | 1     |
| Plongeon               | 1  | 0  | 0  | 1     |
| Softball               | 1  | 0  | 0  | 0     |
| Taekwondo              | 1  | 0  | 0  | 1     |
| Boxe                   | 0  | 2  | 2  | 4     |
| Aviron                 | 0  | 1  | 2  | 3     |
| Tir à l'arc            | 0  | 1  | 1  | 2     |
| Cyclisme sur route     | 0  | 1  | 0  | 1     |
| Football               | 0  | 1  | 0  | 1     |
| Pentathlon moderne     | 0  | 1  | 0  | 1     |
| Water-polo             | 0  | 1  | 0  | 1     |
| Gymnastique artistique | 0  | 0  | 1  | 1     |
| Total                  | 46 | 37 | 38 | 121   |

| Jour         |   |   |   | Total |
| 15 septembre | 0 | 0 | 0 | 0     |
| 16 septembre | 2 | 1 | 1 | 4     |
| 17 septembre | 4 | 3 | 1 | 8     |
| 18 septembre | 1 | 0 | 0 | 1     |
| 19 septembre | 1 | 1 | 4 | 6     |
| 20 septembre | 3 | 1 | 1 | 5     |
| 21 septembre | 1 | 3 | 4 | 8     |
| 22 septembre | 4 | 1 | 4 | 9     |
| 23 septembre | 3 | 2 | 4 | 9     |
| 24 septembre | 1 | 0 | 1 | 2     |
| 25 septembre | 3 | 3 | 2 | 8     |
| 26 septembre | 2 | 1 | 2 | 5     |
| 27 septembre | 4 | 0 | 1 | 5     |
| 28 septembre | 2 | 3 | 1 | 6     |
| 29 septembre | 0 | 0 | 0 | 0     |
| 30 septembre | 5 | 3 | 2 | 10    |
| 1er octobre  | 1 | 2 | 3 | 6     |

## Athlétisme

### Hommes
| Athlète                                                                                     | Épreuve              | Séries         | Séries      | Quarts de Finales | Quarts de Finales | Demi-finales  | Demi-finales | Finale          | Finale             |
| Athlète                                                                                     | Épreuve              | Temps          | Rang        | Temps             | Rang              | Temps         | Rang         | Temps           | Rang               |
| ------------------------------------------------------------------------------------------- | -------------------- | -------------- | ----------- | ----------------- | ----------------- | ------------- | ------------ | --------------- | ------------------ |
| Maurice Greene                                                                              | 100 mètres           | 10 s 31        | 1er         | 10 s 10           | 1er               | 10 s 06       | 1er          | 9 s 87          | Médaille d'or      |
| Jon Drummond                                                                                | 100 mètres           | 10 s 20        | 1er         | 10 s 15           | 2e                | 10 s 10       | 2e           | 10 s 09         | 5e                 |
| Curtis Johnson                                                                              | 100 mètres           | 10 s 30        | 1er         | 10 s 24           | 2e                | 10 s 27       | 6e           | Eliminé         | Eliminé            |
| Coby Miller                                                                                 | 200 m                | 20 s 49        | 1er         | 20 s 37           | 2e                | 20 s 45       | 4e           | 20 s 35         | 7e                 |
| John Capel                                                                                  | 200 m                | 20 s 49        | 1er         | 20 s 13           | 1er               | 20 s 10       | 1er          | 20 s 49         | 8e                 |
| Floyd Heard                                                                                 | 200 m                | 20 s 68        | 1er         | 20 s 24           | 1er               | 20 s 63       | 6e           | Eliminé         | Eliminé            |
| Michael Johnson                                                                             | 400 m                | 45 s 25        | 1er         | 45 s 31           | 1er               | 44 s 65       | 2e           | 43 s 84         | Médaille d'or      |
| Alvin Harrison                                                                              | 400 m                | 44 s 96        | 1er         | 44 s 25           | 1er               | 44 s 53       | 1er          | 44 s 40         | Médaille d'argent  |
| Antonio Pettigrew                                                                           | 400 m                | DSQ            | /           | Eliminé           | Eliminé           | Eliminé       | Eliminé      | Eliminé         | Eliminé            |
| Bryan Woodward                                                                              | 800 m                | 1 min 47 s 64  | 5e          | Eliminé           | Eliminé           | Eliminé       | Eliminé      | Eliminé         | Eliminé            |
| Mark Everett                                                                                | 800 m                | 1 min 49 s 77  | 5e          | Eliminé           | Eliminé           | Eliminé       | Eliminé      | Eliminé         | Eliminé            |
| Rich Kenah                                                                                  | 800 m                | 1 min 47 s 85  | 6e          | Eliminé           | Eliminé           | Eliminé       | Eliminé      | Eliminé         | Eliminé            |
| Jason Pyrah                                                                                 | 1 500 m              | 3 min 38 s 94  | 7e          | Non disputé       | Non disputé       | 3 min 40 s 04 | 3e           | 3 min 39 s 84   | 10e                |
| Michael Stember                                                                             | 1 500 m              | 3 min 39 s 13  | 6e          | Non disputé       | Non disputé       | 3 min 42 s 30 | 9e           | Eliminé         | Eliminé            |
| Gabe Jennings                                                                               | 1 500 m              | 3 min 40 s 96  | 6e          | Non disputé       | Non disputé       | 3 min 40 s 10 | 9e           | Eliminé         | Eliminé            |
| Adam Goucher                                                                                | 5 000 m              | 13 min 24 s 34 | 7e          | Non disputé       | Non disputé       | Non disputé   | Non disputé  | 13 min 43 s 20  | 13e                |
| Brad Hauser                                                                                 | 5 000 m              | 13 min 39 s 41 | 11e         | Eliminé           | Eliminé           | Eliminé       | Eliminé      | Eliminé         | Eliminé            |
| Nick Rogers                                                                                 | 5 000 m              | 13 min 46 s 18 | 12e         | Eliminé           | Eliminé           | Eliminé       | Eliminé      | Eliminé         | Eliminé            |
| Abdi Abdirahman                                                                             | 10 000 m             | 28 min 09 s 04 | 7e          | Non disputé       | Non disputé       | Non disputé   | Non disputé  | 27 min 46 s 17  | 10e                |
| Meb Keflezighi                                                                              | 10 000 m             | 27 min 58 s 96 | 11e         | Non disputé       | Non disputé       | Non disputé   | Non disputé  | 27 min 53 s 63  | 12e                |
| Alan Culpepper                                                                              | 10 000 m             | 29 min 00 s 71 | 17e         | Eliminé           | Eliminé           | Eliminé       | Eliminé      | Eliminé         | Eliminé            |
| Rod DeHeaven                                                                                | Marathon             | Non disputé    | Non disputé | Non disputé       | Non disputé       | Non disputé   | Non disputé  | 2 h 30 min 46 s | 69e                |
| Terrence Trammell                                                                           | 110 m haies          | 13 s 59        | 1er         | 13 s 29           | 2e                | 13 s 32       | 1er          | 13 s 16         | Médaille d'argent  |
| Mark Crear                                                                                  | 110 m haies          | 13 s 44        | 1er         | 13 s 60           | 3e                | 13 s 23       | 2e           | 13 s 22         | Médaille de bronze |
| Allen Johnson                                                                               | 110 m haies          | 13 s 50        | 1er         | 13 s 55           | 2e                | 13 s 33       | 2e           | 13 s 23         | 4e                 |
| Angelo Taylor                                                                               | 400 m haies          | 49 s 48        | 1er         | Non disputé       | Non disputé       | 48 s 49       | 2e           | 47 s 50         | Médaille d'or      |
| James Carter                                                                                | 400 m haies          | 49 s 41        | 2e          | Non disputé       | Non disputé       | 48 s 48       | 1er          | 48 s 04         | 4e                 |
| Eric Thomas                                                                                 | 400 m haies          | 50 s 16        | 2e          | Non disputé       | Non disputé       | 49 s 25       | 5e           | Eliminé         | Eliminé            |
| Mark Croghan                                                                                | 3000 m steeple       | 8 min 25 s 88  | 5e          | Eliminé           | Eliminé           | Eliminé       | Eliminé      | Eliminé         | Eliminé            |
| Pascal Dobert                                                                               | 3000 m steeple       | 8 min 29 s 52  | 6e          | Eliminé           | Eliminé           | Eliminé       | Eliminé      | Eliminé         | Eliminé            |
| Tony Cosey                                                                                  | 3000 m steeple       | 8 min 35 s 25  | 10e         | Eliminé           | Eliminé           | Eliminé       | Eliminé      | Eliminé         | Eliminé            |
| Jon Drummond Bernard Williams Brian Lewis Maurice Greene Tim Montgomery Kenny Brokenburr    | Relais 4 × 100 m     | 38 s 15        | 1er         | Non disputé       | Non disputé       | 37 s 82       | 1er          | 37 s 61         | Médaille d'or      |
| Alvin Harrison Antonio Pettigrew Calvin Harrison Michael Johnson Angelo Taylor Jerome Young | Relais 4 × 400 m     | DSQ            | /           | Non disputé       | Non disputé       | Non disputé   | Non disputé  | Non disputé     | Non disputé        |
| Tim Seaman                                                                                  | 20 kilomètres marche | Non disputé    | Non disputé | Non disputé       | Non disputé       | Non disputé   | Non disputé  | 1 h 30 min 32 s | 40e                |
| Curt Clausen                                                                                | 50 kilomètres marche | Non disputé    | Non disputé | Non disputé       | Non disputé       | Non disputé   | Non disputé  | 3 h 58 min 39 s | 22e                |
| Phil Duncan                                                                                 | 50 kilomètres marche | Non disputé    | Non disputé | Non disputé       | Non disputé       | Non disputé   | Non disputé  | 4 h 03 min 05 s | 28e                |
| Andrew Hermann                                                                              | 50 kilomètres marche | Non disputé    | Non disputé | Non disputé       | Non disputé       | Non disputé   | Non disputé  | 4 h 07 min 18 s | 31e                |

| Athlète              | Épreuve           | Qualification | Qualification | Finale      | Finale             |
| Athlète              | Épreuve           | Performance   | Rang          | Performance | Rang               |
| -------------------- | ----------------- | ------------- | ------------- | ----------- | ------------------ |
| Nathan Leeper        | Saut en hauteur   | 2,27 m        | 6e            | 2,25 m      | 11e                |
| Kenny Evans          | Saut en hauteur   | 2,27 m        | 12e           | 2,20 m      | 13e                |
| Charles Austin       | Saut en hauteur   | 2,20 m        | 20e           | Eliminé     | Eliminé            |
| Nick Hysong          | Saut à la perche  | 5,70 m        | 1er           | 5,90 m      | Médaille d'or      |
| Lawrence Johnson     | Saut à la perche  | 5,65 m        | 12e           | 5,90 m      | Médaille d'argent  |
| Chad Harting         | Saut à la perche  | 5,40 m        | 26e           | Eliminé     | Eliminé            |
| Dwight Phillips      | Saut en longueur  | 8,13 m        | 3e            | 8,06 m      | 8e                 |
| Savanté Stringfellow | Saut en longueur  | 7,84 m        | 22e           | Eliminé     | Eliminé            |
| Mel Lister           | Saut en longueur  | 7,82 m        | 25e           | Eliminé     | Eliminé            |
| Robert Howard        | Triple saut       | 16,93 m       | 9e            | 17,05 m     | 7e                 |
| Walter Davis         | Triple saut       | 16,75 m       | 12e           | 16,61 m     | 11e                |
| LaMark Carter        | Triple saut       | 16,47 m       | 19e           | Eliminé     | Eliminé            |
| Adam Nelson          | Lancer du poids   | 20,12 m       | 4e            | 21,21 m     | Médaille d'argent  |
| John Godina          | Lancer du poids   | 20,58 m       | 2e            | 21,20 m     | Médaille de bronze |
| Andy Bloom           | Lancer du poids   | 19,83 m       | 11e           | 20,87 m     | 4e                 |
| Adam Setliff         | Lancer du disque  | 63,25 m       | 10e           | 66,02 m     | 5e                 |
| Tony Washington      | Lancer du disque  | 62,82 m       | 11e           | 59,87 m     | 12e                |
| John Godina          | Lancer du disque  | 61,60 m       | 17e           | Eliminé     | Eliminé            |
| Lance Deal           | Lancer du marteau | 75,61 m       | 16e           | Eliminé     | Eliminé            |
| Kevin McMahon        | Lancer du marteau | 69,48 m       | 36e           | Eliminé     | Eliminé            |
| Jud Logan            | Lancer du marteau | 68,42 m       | 39e           | Eliminé     | Eliminé            |
| Breaux Greer         | Lancer du javelot | 82,63 m       | 11e           | 79,91 m     | 12e                |
| Chris Huffins        | Décathlon         | Non disputé   | Non disputé   | 8595 pts    | Médaille de bronze |
| Tom Pappas           | Décathlon         | Non disputé   | Non disputé   | 8425 pts    | 5e                 |
| Kip Janvrin          | Décathlon         | Non disputé   | Non disputé   | 7726 pts    | 21e                |

### Femmes
| Athlète                                                                          | Épreuve              | Séries         | Séries      | Quarts de finale | Quarts de finale | Demi-finales  | Demi-finales | Finale          | Finale             |
| Athlète                                                                          | Épreuve              | Temps          | Rang        | Temps            | Rang             | Temps         | Rang         | Temps           | Rang               |
| -------------------------------------------------------------------------------- | -------------------- | -------------- | ----------- | ---------------- | ---------------- | ------------- | ------------ | --------------- | ------------------ |
| Chryste Gaines                                                                   | 100 m                | 11 s 06        | 1er         | 11 s 21          | 2e               | 11 s 23       | 4e           | Eliminé         | Eliminé            |
| Torri Edwards                                                                    | 100 m                | 11 s 34        | 3e          | 11 s 32          | 5e               | Eliminé       | Eliminé      | Eliminé         | Eliminé            |
| Marion Jones                                                                     | 100 m                | DSQ            | /           | Eliminé          | Eliminé          | Eliminé       | Eliminé      | Eliminé         | Eliminé            |
| Torri Edwards                                                                    | 200 m                | 23 s 29        | 3e          | 22 s 98          | 3e               | 23 s 06       | 6e           | Eliminé         | Eliminé            |
| Nanceen Perry                                                                    | 200 m                | 23 s 18        | 3e          | 22 s 95          | 4e               | 23 s 16       | 8e           | Eliminé         | Eliminé            |
| Marion Jones                                                                     | 200 m                | DSQ            | /           | Eliminé          | Eliminé          | Eliminé       | Eliminé      | Eliminé         | Eliminé            |
| LaTasha Colander                                                                 | 400 m                | 51 s 75        | 1er         | 52 s 07          | 5e               | Eliminé       | Eliminé      | Eliminé         | Eliminé            |
| Monique Hennagan                                                                 | 400 m                | 51 s 73        | 2e          | 51 s 85          | 6e               | Eliminé       | Eliminé      | Eliminé         | Eliminé            |
| Michelle Collins                                                                 | 400 m                | 53 s 66        | 4e          | Eliminé          | Eliminé          | Eliminé       | Eliminé      | Eliminé         | Eliminé            |
| Hazel Clark                                                                      | 800 m                | 2 min 01 s 99  | 2e          | Non disputé      | Non disputé      | 1 min 59 s 12 | 5e           | 1 min 58 s 75   | 7e                 |
| Jearl Miles-Clark                                                                | 800 m                | 2 min 01 s 79  | 1er         | Non disputé      | Non disputé      | 1 min 59 s 44 | 5e           | Eliminé         | Eliminé            |
| Joetta Clark                                                                     | 800 m                | 2 min 00 s 19  | 4e          | Non disputé      | Non disputé      | 2 min 04 s 12 | 8e           | Eliminé         | Eliminé            |
| Marla Runyan                                                                     | 1 500 m              | 4 min 10 s 83  | 7e          | Non disputé      | Non disputé      | 4 min 06 s 14 | 6e           | 4 min 08 s 30   | 8e                 |
| Suzy Favor-Hamilton                                                              | 1 500 m              | 4 min 08 s 08  | 1er         | Non disputé      | Non disputé      | 4 min 05 s 25 | 2e           | 4 min 23 s 05   | 12e                |
| Shayne Culpepper                                                                 | 1 500 m              | 4 min 12 s 52  | 9e          | Eliminé          | Eliminé          | Eliminé       | Eliminé      | Eliminé         | Eliminé            |
| Elva Dryer                                                                       | 5 000 m              | 15 min 23 s 99 | 7e          | Eliminé          | Eliminé          | Eliminé       | Eliminé      | Eliminé         | Eliminé            |
| Amy Rudolph                                                                      | 5 000 m              | 15 min 28 s 91 | 7e          | Eliminé          | Eliminé          | Eliminé       | Eliminé      | Eliminé         | Eliminé            |
| Anne Marie Lauck                                                                 | 5 000 m              | 15 min 47 s 78 | 11e         | Eliminé          | Eliminé          | Eliminé       | Eliminé      | Eliminé         | Eliminé            |
| Libbie Hickman                                                                   | 10 000 m             | 32 min 59 s 28 | 10e         | Non disputé      | Non disputé      | Non disputé   | Non disputé  | 31 min 56 s 94  | 16e                |
| Jen Rhines                                                                       | 10 000 m             | 34 min 08 s 28 | 16e         | Eliminé          | Eliminé          | Eliminé       | Eliminé      | Eliminé         | Eliminé            |
| Deena Drossin                                                                    | 10 000 m             | 34 min 40 s 86 | 18e         | Eliminé          | Eliminé          | Eliminé       | Eliminé      | Eliminé         | Eliminé            |
| Chris Clark                                                                      | Marathon             | Non disputé    | Non disputé | Non disputé      | Non disputé      | Non disputé   | Non disputé  | 2 h 31 min 55 s | 19e                |
| Melissa Morrison                                                                 | 100 m haies          | 12 s 91        | 2e          | 12 s 76          | 1er              | 12 s 84       | 2e           | 12 s 76         | Médaille de bronze |
| Sharon Couch-Jewell                                                              | 100 m haies          | 12 s 92        | 2e          | 12 s 78          | 2e               | 13 s 00       | 6e           | Eliminé         | Eliminé            |
| Gail Devers                                                                      | 100 m haies          | 12 s 62        | 1er         | 12 s 77          | 1er              | DNF           | /            | Eliminé         | Eliminé            |
| Kim Batten                                                                       | 400 m haies          | 56 s 28        | 2e          | Non disputé      | Non disputé      | 55 s 73       | 6e           | Eliminé         | Eliminé            |
| Sandra Glover                                                                    | 400 m haies          | 55 s 76        | 1er         | Non disputé      | Non disputé      | 54 s 98       | 6e           | Eliminé         | Eliminé            |
| Tonja Buford-Bailey                                                              | 400 m haies          | 57 s 02        | 4e          | Eliminé          | Eliminé          | Eliminé       | Eliminé      | Eliminé         | Eliminé            |
| Chryste Gaines Torri Edwards Nanceen Perry Marion Jones Passion Richardson       | Relais 4 × 100 m     | 42 s 92        | 1er         | Non disputé      | Non disputé      | 42 s 82       | 2e           | 42 s 20         | Médaille de bronze |
| Jearl Miles-Clark Monique Hennagan Marion Jones LaTasha Colander Andrea Anderson | Relais 4 × 400 m     | 3 min 23 s 95  | 1er         | Non disputé      | Non disputé      | Non disputé   | Non disputé  | 3 min 22 s 62   | Médaille d'or      |
| Michelle Rohl                                                                    | 20 kilomètres marche | Non disputé    | Non disputé | Non disputé      | Non disputé      | Non disputé   | Non disputé  | 1 h 34 min 26 s | 17e                |
| Chen Yueling                                                                     | 20 kilomètres marche | Non disputé    | Non disputé | Non disputé      | Non disputé      | Non disputé   | Non disputé  | 1 h 39 min 36 s | 38e                |
| Debbi Lawrence                                                                   | 20 kilomètres marche | Non disputé    | Non disputé | Non disputé      | Non disputé      | Non disputé   | Non disputé  | 1 h 47 min 20 s | 44e                |

| Athlète            | Épreuve           | Qualification | Qualification | Finale      | Finale        |
| Athlète            | Épreuve           | Performance   | Rang          | Performance | Rang          |
| ------------------ | ----------------- | ------------- | ------------- | ----------- | ------------- |
| Karol Damon        | Saut en hauteur   | 1,89 m        | 24e           | Eliminé     | Eliminé       |
| Erin Aldrich       | Saut en hauteur   | 1,85 m        | 26e           | Eliminé     | Eliminé       |
| Amy Acuff          | Saut en hauteur   | 1,80 m        | 31e           | Eliminé     | Eliminé       |
| Stacy Dragila      | Saut à la perche  | 4,30 m        | 11e           | 4,60 m      | Médaille d'or |
| Kellie Suttle      | Saut à la perche  | 4,30 m        | 1er           | 4,00 m      | 11e           |
| Mel Mueller        | Saut à la perche  | 4,25 m        | 14e           | Eliminé     | Eliminé       |
| Dawn Burrell       | Saut en longueur  | 6,77 m        | 3e            | 6,38 m      | 10e           |
| Shana Williams     | Saut en longueur  | 6,44 m        | 20e           | Eliminé     | Eliminé       |
| Marion Jones       | Saut en longueur  | DSQ           | /             | Eliminé     | Eliminé       |
| Nicole Gambie      | Triple saut       | 13,33 m       | 25e           | Eliminé     | Eliminé       |
| Connie Price-Smith | Lancer du poids   | 17,42 m       | 16e           | Eliminé     | Eliminé       |
| Jessie Cross       | Lancer du poids   | 17,27 m       | 17e           | Eliminé     | Eliminé       |
| Teri Tunks         | Lancer du poids   | 16,34 m       | 22e           | Eliminé     | Eliminé       |
| Seilala Sua        | Lancer du disque  | 61,88 m       | 7e            | 59,85 m     | 10e           |
| Suzy Powell        | Lancer du disque  | 59,68 m       | 15e           | Eliminé     | Eliminé       |
| Kris Kuehl         | Lancer du disque  | 59,45 m       | 18e           | Eliminé     | Eliminé       |
| Dawn Ellerbe       | Lancer du marteau | 64,91 m       | 6e            | 66,80 m     | 7e            |
| Amy Palmer         | Lancer du marteau | 62,78 m       | 12e           | 66,15 m     | 8e            |
| Jessie Cross       | Lancer du marteau | 60,85 m       | 19e           | Eliminé     | Eliminé       |
| Lynda Blutreich    | Lancer du javelot | 55,25 m       | 26e           | Eliminé     | Eliminé       |
| DeDee Nathan       | Heptathlon        | Non disputé   | Non disputé   | 6150 pts    | 9e            |
| Shelia Burrell     | Heptathlon        | Non disputé   | Non disputé   | 5345 pts    | 26e           |

## Aviron

### Hommes
| Athlète(s) | Compétition                      | Série         | Série | Repêchage     | Repêchage   | Demi-finale   | Demi-finale | Finale                 | Finale            |
| Athlète(s) | Compétition                      | Temps         | Rang  | Temps         | Rang        | Temps         | Rang        | Temps                  | Rang              |
| --- | -------------------------------- | ------------- | ----- | ------------- | ----------- | ------------- | ----------- | ---------------------- | ----------------- |
| Don Smith | Skiff                            | 7 min 10 s 34 | 3e    | 7 min 11 s 83 | 1er         | 7 min 10 s 69 | 6e          | Finale B 6 min 59 s 82 | 2e                |
| Henry Nuzum Mike Ferry | Deux de couple                   | 6 min 37 s 81 | 3e    | 6 min 34 s 56 | 2e          | 6 min 28 s 49 | 4e          | Finale B 6 min 21 s 71 | 2e                |
| Sean Hall Nick Peterson Ian McGowan Jake Wetzel                                                                                | Quatre de couple                 | 5 min 50 s 29 | 3e    | Non disputé   | Non disputé | 5 min 49 s 89 | 4e          | Finale B 5 min 49 s 76 | 1er               |
| Ted Murphy Sebastian Bea | Deux sans barreur                | 6 min 44 s 86 | 3e    | Non disputé   | Non disputé | 6 min 35 s 42 | 3e          | Finale A 6 min 33 s 80 | Médaille d'argent |
| Mike Wherley Eric Mueller Jamie Koven Wolf Moser                                                                               | Quatre sans barreur              | 6 min 07 s 36 | 2e    | Non disputé   | Non disputé | 6 min 05 s 80 | 3e          | Finale A 6 min 02 s 34 | 5e                |
| Bryan Volpenhein Bob Kaehler Porter Collins Thomas Welsh Dave Simons Chris Ahrens Garrett Miller Jeff Klepacki Peter Cipollone | Huit                             | 5 min 35 s 70 | 2e    | 5 min 43 s 22 | 1er         | Non disputé   | Non disputé | Finale A 5 min 39 s 16 | 5e                |
| Steve Tucker Conal Groom | Deux de couple poids légers      | 6 min 42 s 08 | 4e    | 6 min 39 s 72 | 2e          | 6 min 32 s 86 | 5e          | Finale B 6 min 32 s 41 | 5e                |
| Marc Schneider Greg Ruckman Paul teti Tom Auth                                                                                 | Quatre sans barreur poids légers | 6 min 16 s 36 | 2e    | Non disputé   | Non disputé | 6 min 05 s 13 | 3e          | Finale A 6 min 10 s 09 | 6e                |

### Femmes
| Athlète(s)                                                                                                   | Compétition                 | Série         | Série | Repêchage     | Repêchage   | Demi-finale   | Demi-finale | Finale                 | Finale             |
| Athlète(s)                                                                                                   | Compétition                 | Temps         | Rang  | Temps         | Rang        | Temps         | Rang        | Temps                  | Rang               |
| --- | --------------------------- | ------------- | ----- | ------------- | ----------- | ------------- | ----------- | ---------------------- | ------------------ |
| Monica Tranel Michini                                                                                        | Skiff                       | 7 min 52 s 05 | 2e    | 7 min 54 s 40 | 2e          | 7 min 52 s 92 | 6e          | Finale B 7 min 48 s 95 | 6e                 |
| Carol Skricki Ruth Davidon                                                                                   | Deux de couple              | 7 min 15 s 48 | 3e    | 7 min 08 s 99 | 2e          | Non disputé   | Non disputé | Finale A 7 min 02 s 61 | 4e                 |
| Hilary Gehman Jennifer Dore Laurel Korholz Kelly Salchow                                                     | Quatre de couple            | 6 min 42 s 12 | 3e    | 6 min 34 s 63 | 2e          | Non disputé   | Non disputé | Finale A 6 min 30 s 26 | 5e                 |
| Missy Ryan Karen Kraft                                                                                       | Deux sans barreur           | 7 min 18 s 74 | 2e    | 7 min 21 s 00 | 1er         | Non disputé   | Non disputé | 7 min 13 s 00          | Médaille de bronze |
| Katie Maloney Linda Miller Amy Martin Betsy McCagg Torrey Folk Amy Fuller Sarah Jones Lianne Nelson Raj Shah | Huit                        | 6 min 17 s 37 | 3e    | 6 min 17 s 36 | 1er         | Non disputé   | Non disputé | 6 min 16 s 87          | 6e                 |
| Christine Collins Sarah Garner                                                                               | Deux de couple poids légers | 7 min 09 s 99 | 1er   | Non disputé   | Non disputé | 7 min 04 s 86 | 1er         | 7 min 06 s 37          | Médaille de bronze |

## Badminton

### Hommes
| Athlète   | Compétition   | 1/32 de finale   | 1/16 de finale     | 1/8 de finale       | Quarts de finale | Demi-finales     | Finale           | Finale 3eplace   | Rang    |
| Athlète   | Compétition   | Adversaire Score | Adversaire Score   | Adversaire Score    | Adversaire Score | Adversaire Score | Adversaire Score | Adversaire Score | Rang    |
| --------- | ------------- | ---------------- | ------------------ | ------------------- | ---------------- | ---------------- | ---------------- | ---------------- | ------- |
| Kevin Han | Simple hommes | Non disputé      | Victoire Beres 2-0 | Défaite Xinpeng 0-2 | Eliminé          | Eliminé          | Eliminé          | Eliminé          | Eliminé |

## Baseball
- Brent Abernathy
- Brad Wilkerson
- Mike Neill
- Ernie Young
- Anthony Sanders
- John Cotton
- Mike Kinkade
- Doug Mientkiewicz
- Travis Dawkins
- Marcus Jensen
- Adam Everett
- Ben Sheets
- Shane Heams
- Bobby Seay
- Todd Williams
- Ryan Franklin
- Coach : Tommy Lasorda

| Épreuve  | Phase de groupes    | Phase de groupes            | Phase de groupes      | Phase de groupes          | Phase de groupes    | Phase de groupes    | Phase de groupes       | Demi-finale               | Finale / MB         | Rang          |
| Épreuve  | Adversaire Résultat | Adversaire Résultat         | Adversaire Résultat   | Adversaire Résultat       | Adversaire Résultat | Adversaire Résultat | Adversaire Résultat    | Adversaire Résultat       | Adversaire Résultat | Rang          |
| -------- | ------------------- | --------------------------- | --------------------- | ------------------------- | ------------------- | ------------------- | ---------------------- | ------------------------- | ------------------- | ------------- |
| Baseball | Victoire Japon 0-0  | Victoire Afrique du Sud 2-1 | Victoire Pays-Bas 2-1 | Victoire Corée du Sud 0-0 | Victoie Italie 2-0  | Défaite Cuba 0-4    | Victoire Australie 0-0 | Victoire Corée du Sud 0-0 | Victoire Cuba 1-0   | Médaille d'or |

## Basket-ball

### Hommes
- Ray Allen
- Vince Carter
- Steve Smith
- Tim Hardaway
- Shareef Abdur-Rahim
- Vin Baker
- Alonzo Mourning
- Kevin Garnett
- Antonio McDyess
- Gary Payton
- Jason Kidd
- Coach : Rudy Tomjanovich

| Épreuve     | Phase de groupes      | Phase de groupes      | Phase de groupes        | Phase de groupes                 | Phase de groupes       | Quart de Finale       | Demi-finale             | Finale / MB           | Rang          |
| Épreuve     | Adversaire Résultat   | Adversaire Résultat   | Adversaire Résultat     | Adversaire Résultat              | Adversaire Résultat    | Adversaire Résultat   | Adversaire Résultat     | Adversaire Résultat   | Rang          |
| ----------- | --------------------- | --------------------- | ----------------------- | -------------------------------- | ---------------------- | --------------------- | ----------------------- | --------------------- | ------------- |
| Basket-ball | Victoire Chine 119-72 | Victoire Italie 93-61 | Victoire Lituanie 85-76 | Victoire Nouvelle-Zélande 102-56 | Victoire France 106-94 | Victoire Russie 85-70 | Victoire Lituanie 85-83 | Victoire France 85-75 | Médaille d'or |

### Femmes
- Sheryl Swoopes
- Lisa Leslie
- Teresa Edwards
- DeLisha Milton-Jones
- Katie Smith
- Yolanda Griffith
- Nikki McCray-Penson
- Ruthie Bolton
- Natalie Williams
- Dawn Staley
- Coach : Nell Fortner

| Épreuve     | Phase de groupes            | Phase de groupes    | Phase de groupes      | Phase de groupes                | Phase de groupes       | Quart de Finale          | Demi-finale                 | Finale / MB              | Rang          |
| Épreuve     | Adversaire Résultat         | Adversaire Résultat | Adversaire Résultat   | Adversaire Résultat             | Adversaire Résultat    | Adversaire Résultat      | Adversaire Résultat         | Adversaire Résultat      | Rang          |
| ----------- | --------------------------- | ------------------- | --------------------- | ------------------------------- | ---------------------- | ------------------------ | --------------------------- | ------------------------ | ------------- |
| Basket-ball | Victoire Corée du Sud 89-75 | Victoire Cuba 90-61 | Victoire Russie 88-77 | Victoire Nouvelle-Zélande 93-42 | Victoire Pologne 76-57 | Victoire Slovaquie 58-43 | Victoire Corée du Sud 78-65 | Victoire Australie 76-54 | Médaille d'or |

## Boxe

### Hommes
| Athlète          | Catégorie           | 16e de finale            | 8e de finale               | Quart de finale          | Demi-finale             | Finale                    |
| Athlète          | Catégorie           | Adversaire Résultat      | Adversaire Résultat        | Adversaire Résultat      | Adversaire Résultat     | Adversaire Résultat       |
| ---------------- | ------------------- | ------------------------ | -------------------------- | ------------------------ | ----------------------- | ------------------------- |
| Brian Viloria    | Poids mi-mouches    | Victoire Russie 8-6      | Défaite France 4-6         | Eliminé                  | Eliminé                 | Eliminé                   |
| José Navarro     | Poids mouches       | Victoire Indonésie 16-10 | Victoire Maroc 12-9        | Défaite France 12-23     | Eliminé                 | Eliminé                   |
| Clarence Vinson  | Poids coqs          | Victoire France 9-2      | Victoire Kirghizistan 12-7 | Victoire Roumanie 26-19  | Défaite Cuba 6-18       | Eliminé                   |
| Rocky Juarez     | Poids plumes        | Victoire Iran 15-0       | Victoire Allemagne 17-15   | Victoire Thaïlande 31-16 | Victoire Russie 23-12   | Défaite Kazakhstan 14-22  |
| David Jackson    | Poids légers        | Victoire Tunisie 19-7    | Défaite Turquie            | Eliminé                  | Eliminé                 | Eliminé                   |
| Ricardo Williams | Poids super-welters | Victoire Australie 21-6  | Victoire Nigeria 21-6      | Victoire Russie 17-12    | Victoire Cuba 42-41     | Défaite Ouzbékistan 20-27 |
| Dante Craig      | Poids welters       | Victoire Égypte 17-2     | Défaite Turquie 4-9        | Eliminé                  | Eliminé                 | Eliminé                   |
| Jermain Taylor   | Poids moyens        | Victoire Bulgarie        | Victoire Canada 23-9       | Victoire Allemagne 19-14 | Défaite Kazakhstan 4-19 | Eliminé                   |
| Olanda Anderson  | Poids mi-lourds     | Non disputé              | Défaite Tchéquie 12-13     | Eliminé                  | Eliminé                 | Eliminé                   |
| Michael Bennett  | Poids lourds        | Victoire Pologne 11-2    | Non disputé                | Défaite Cuba 8-23        | Eliminé                 | Eliminé                   |
| Calvin Brock     | Poids super-lourds  | Défaite Italie 5-21      | Eliminé                    | Eliminé                  | Eliminé                 | Eliminé                   |

## Canoe-Kayak

### Slalom

#### Hommes
| Athlète                     | Compétition | Éliminatoires | Éliminatoires | Finale  | Finale  |
| Athlète                     | Compétition | Temps         | Rang          | Temps   | Rang    |
| --------------------------- | ----------- | ------------- | ------------- | ------- | ------- |
| Scott Shipley               | K1          | 254.82        | 5e            | 226.67  | 5e      |
| Davey Hearn                 | C1          | 280.89        | 12e           | 258.57  | 12e     |
| Matthew Taylor Lecky Haller | C2          | 353.82        | 12e           | Eliminé | Eliminé |

#### Femmes
| Athlète         | Compétition | Éliminatoires | Éliminatoires | Finale | Finale |
| Athlète         | Compétition | Temps         | Rang          | Temps  | Rang   |
| --------------- | ----------- | ------------- | ------------- | ------ | ------ |
| Rebecca Giddens | K1          | 296.61        | 6e            | 258.69 | 7e     |

### Course en ligne

#### Hommes
| Athlète                                              | Compétition | Éliminatoires  | Éliminatoires | Demi-finales   | Demi-finales | Finale A       | Finale A |
| Athlète                                              | Compétition | Temps          | Rang          | Temps          | Rang         | Temps          | Rang     |
| ---------------------------------------------------- | ----------- | -------------- | ------------- | -------------- | ------------ | -------------- | -------- |
| Stein Jorgensen                                      | K1 500m     | 1 min 44 s 185 | 4e            | 1 min 44 s 182 | 8e           | Eliminé        | Eliminé  |
| Peter Newton Angel Pérez                             | K2 500m     | 1 min 33 s 646 | 4e            | 1 min 31 s 082 | 3e           | 1 min 52 s 617 | 6e       |
| Philippe Boccara Cliff Meidl                         | K2 1000m    | 3 min 26 s 439 | 9e            | Eliminé        | Eliminé      | Eliminé        | Eliminé  |
| Stein Jorgensen John Mooney Peter Newton Angel Pérez | K4 1000m    | 3 min 01 s 369 | 3e            | Non disputé    | Non disputé  | 2 min 59 s 472 | 6e       |
| Jordan Malloch                                       | C1 500m     | 1 min 58 s 938 | 9e            | Eliminé        | Eliminé      | Eliminé        | Eliminé  |
| Jordan Malloch                                       | C1 1000m    | 4 min 05 s 440 | 8e            | Eliminé        | Eliminé      | Eliminé        | Eliminé  |

#### Femmes
| Athlète                    | Compétition | Éliminatoires  | Éliminatoires | Demi-finales   | Demi-finales | Finale A | Finale A |
| Athlète                    | Compétition | Temps          | Rang          | Temps          | Rang         | Temps    | Rang     |
| -------------------------- | ----------- | -------------- | ------------- | -------------- | ------------ | -------- | -------- |
| Kathy Colin                | K1 500m     | 1 min 55 s 373 | 6e            | 1 min 57 s 000 | 6e           | Eliminé  | Eliminé  |
| Kathy Colin Tamara Jenkins | K2 500m     | 1 min 47 s 735 | 5e            | 1 min 48 s 300 | 6e           | Eliminé  | Eliminé  |

## Cyclisme

### Route

#### Hommes
| Athlète         | Compétition               | Temps           | Rang |
| --------------- | ------------------------- | --------------- | ---- |
| Lance Armstrong | Course en ligne masculine | DSQ             | /    |
| Antonio Cruz    | Course en ligne masculine | 5 h 30 min 46 s | 51e  |
| Tyler Hamilton  | Course en ligne masculine | 5 h 30 min 46 s | 48e  |
| Fred Rodriguez  | Course en ligne masculine | 5 h 30 min 46 s | 33e  |
| George Hincapie | Course en ligne masculine | 5 h 30 min 34 s | 8e   |
| Lance Armstrong | Contre-la-montre          | DSQ             | /    |
| Tyler Hamilton  | Contre-la-montre          | 59 min 26 s 548 | 10e  |

#### Femmes
| Athlète         | Compétition      | Temps           | Rang              |
| --------------- | ---------------- | --------------- | ----------------- |
| Mari Holden     | Course en ligne  | DNF             | /                 |
| Karen Kurreck   | Course en ligne  | DNF             | /                 |
| Nicole Freedman | Course en ligne  | 3 h 28 min 28 s | 47e               |
| Karen Kurreck   | Contre-la-montre | 44 min 33 s 379 | 16e               |
| Mari Holden     | Contre-la-montre | 42 min 37 s 372 | Médaille d'argent |

### Piste

#### Hommes
| Athlète         | Compétition          | Qualification | Seizièmes de finale      | Repêchages               | Huitièmes de finale      | Repêchages               | Quarts de finale         | Match de classement | Demi-finales             | Match pour le bronze     | Match pour le bronze | Finale                   | Finale        |
| Athlète         | Compétition          | Temps Vitesse | Adversaire Temps Vitesse | Adversaire Temps Vitesse | Adversaire Temps Vitesse | Adversaire Temps Vitesse | Adversaire Temps Vitesse | Rang                | Adversaire Temps Vitesse | Adversaire Temps Vitesse | Rang                 | Adversaire Temps Vitesse | Rang          |
| --------------- | -------------------- | ------------- | ------------------------ | ------------------------ | ------------------------ | ------------------------ | ------------------------ | ------------------- | ------------------------ | ------------------------ | -------------------- | ------------------------ | ------------- |
| Chelly Arrue    | Vitesse individuelle | 10 s 903      | Défaite États-Unis       | Victoire                 | Défaite France           | Défaite Royaume-Uni      | Eliminé                  | Eliminé             | Eliminé                  | Eliminé                  | Eliminé              | Eliminé                  | Eliminé       |
| Marty Nothstein | Vitesse individuelle | 10 s 166      | Victoire États-Unis      | Non disputé              | Victoire Australie       | Non disputé              | Victoire Royaume-Uni     | Non disputé         | Victoire Allemagne       | Non disputé              | Non disputé          | Victoire France          | Médaille d'or |

| Athlète      | Compétition                | Temps          | Rang |
| ------------ | -------------------------- | -------------- | ---- |
| Jonas Carney | Contre-la-montre sur piste | 1 min 05 s 968 | 14e  |

| Athlète         | Compétition | 1er round | Repêchage | Demi-Finales | Finale  |
| Athlète         | Compétition | Rang      | Rang      | Rang         | Rang    |
| --------------- | ----------- | --------- | --------- | ------------ | ------- |
| Chelly Arrue    | Keirin      | 6e        | 5e        | Eliminé      | Eliminé |
| Marty Nothstein | Keirin      | 4e        | 1er       | 1er          | 5e      |

| Athlète                                 | Compétition         | Qualification        | Qualification | Demi-finale                     | Finale                          | Finale  |
| Athlète                                 | Compétition         | Temps Vitesse (km/h) | Rang          | Adversaire Temps Vitesse (km/h) | Adversaire Temps Vitesse (km/h) | Rang    |
| --------------------------------------- | ------------------- | -------------------- | ------------- | ------------------------------- | ------------------------------- | ------- |
| Chelly Arrue Johnny Bairos Jonas Carney | Vitesse par équipes | 46 s 337             | 12e           | Eliminé                         | Eliminé                         | Eliminé |

| Athlète               | Compétition            | Qualification  | Demi-finales             | Match pour le bronze     | Match pour le bronze | Finale                   | Finale  |
| Athlète               | Compétition            | Temps Vitesse  | Adversaire Temps Vitesse | Adversaire Temps Vitesse | Rang                 | Adversaire Temps Vitesse | Rang    |
| --------------------- | ---------------------- | -------------- | ------------------------ | ------------------------ | -------------------- | ------------------------ | ------- |
| Christian Vande Velde | Poursuite individuelle | 4 min 31 s 528 | Eliminé                  | Eliminé                  | Eliminé              | Eliminé                  | Eliminé |
| Mariano Friedick      | Poursuite individuelle | 4 min 31 s 241 | Eliminé                  | Eliminé                  | Eliminé              | Eliminé                  | Eliminé |

| Athlète                                                         | Compétition           | Qualification        | Qualification | Quart de finale                 | Demi-finale                     | Finale                          | Finale  |
| Athlète                                                         | Compétition           | Temps Vitesse (km/h) | Rang          | Adversaire Temps Vitesse (km/h) | Adversaire Temps Vitesse (km/h) | Adversaire Temps Vitesse (km/h) | Rang    |
| --------------------------------------------------------------- | --------------------- | -------------------- | ------------- | ------------------------------- | ------------------------------- | ------------------------------- | ------- |
| Derek Bouchard-Hall Mariano Friedick Tommy Mulkey Erin Hartwell | Poursuite par équipes | 4 min 12 s 494       | 10e           | Eliminé                         | Eliminé                         | Eliminé                         | Eliminé |

| Athlète     | Compétition       | Points | Rang |
| ----------- | ----------------- | ------ | ---- |
| J'me Carney | Course aux points | 10     | 5e   |

#### Femmes
| Athlète          | Compétition          | Qualification | Seizièmes de finale      | Repêchages               | Quarts de finale         | Match de classement | Demi-finales             | Match pour le bronze     | Match pour le bronze | Finale                   | Finale  |
| Athlète          | Compétition          | Temps Vitesse | Adversaire Temps Vitesse | Adversaire Temps Vitesse | Adversaire Temps Vitesse | Rang                | Adversaire Temps Vitesse | Adversaire Temps Vitesse | Rang                 | Adversaire Temps Vitesse | Rang    |
| ---------------- | -------------------- | ------------- | ------------------------ | ------------------------ | ------------------------ | ------------------- | ------------------------ | ------------------------ | -------------------- | ------------------------ | ------- |
| Tanya Lindenmuth | Vitesse individuelle | 11 s 649      | Défaite Venezuela        | Victoire                 | Défaite France           | Eliminé             | Eliminé                  | Eliminé                  | Eliminé              | Eliminé                  | Eliminé |

| Athlète     | Compétition                 | Temps    | Rang |
| ----------- | --------------------------- | -------- | ---- |
| Chris Witty | 500 mètres contre-la-montre | 35 s 230 | 5e   |

| Athlète        | Compétition            | Qualification  | Demi-finales             | Match pour le bronze     | Match pour le bronze | Finale                   | Finale  |
| Athlète        | Compétition            | Temps Vitesse  | Adversaire Temps Vitesse | Adversaire Temps Vitesse | Rang                 | Adversaire Temps Vitesse | Rang    |
| -------------- | ---------------------- | -------------- | ------------------------ | ------------------------ | -------------------- | ------------------------ | ------- |
| Erin Mirabella | Poursuite individuelle | 3 min 38 s 431 | Eliminé                  | Eliminé                  | Eliminé              | Eliminé                  | Eliminé |

| Athlète        | Compétition       | Points | Rang |
| -------------- | ----------------- | ------ | ---- |
| Erin Mirabella | Course aux points | 6      | 10e  |

### BMX

#### Hommes
| Athlète       | Compétition   | Temps              | Rang |
| ------------- | ------------- | ------------------ | ---- |
| Travis Brown  | Cross-country | 2 h 23 min 02 s 40 | 32e  |
| Tinker Juarez | Cross-country | 2 h 23 min 11 s 09 | 30e  |

#### Femmes
| Athlète        | Compétition   | Temps              | Rang |
| -------------- | ------------- | ------------------ | ---- |
| Ann Trombley   | Cross-country | 1 h 59 min 43 s 22 | 16e  |
| Ruthie Matthes | Cross-country | 1 h 55 min 16 s 08 | 10e  |
| Alison Dunlap  | Cross-country | 1 h 53 min 53 s 15 | 8e   |

## Equitation
| Athlète               | Épreuve              | R1          | R1          | R2          | R2          | R3      | R3                 |
| Athlète               | Épreuve              | Points      | Rang        | Points      | Rang        | Points  | Rang               |
| --------------------- | -------------------- | ----------- | ----------- | ----------- | ----------- | ------- | ------------------ |
| Guenter Seidel        | Dressage             | 67.80       | 26e         | Eliminé     | Eliminé     | Eliminé | Eliminé            |
| Robert Dover          | Dressage             | 67.12       | 17e         | 63.90       | 23e         | Eliminé | Eliminé            |
| Christine Traurig     | Dressage             | 69.84       | 10e         | 70.93       | 10e         | 67.57   | 15e                |
| Sue Blinks            | Dressage             | 69.00       | 12e         | 71.20       | 9e          | 74.45   | 8e                 |
| Equipe des états unis | Dressage par équipes | Non disputé | Non disputé | Non disputé | Non disputé | 5,166   | Médaille de bronze |

| Athlète                                                      | Compétition                  | Pénalités | Rang               |
| ------------------------------------------------------------ | ---------------------------- | --------- | ------------------ |
| Julie Black-Burns                                            | Concours complet             | 53.60     | 9e                 |
| Robert Costello                                              | Concours complet             | 52.40     | 8e                 |
| David O'Connor                                               | Concours complet             | 34.00     | Médaille d'or      |
| Karen Lende O'Connor David O'Connor Nina Fout Linden Wiesman | Concours complet par équipes | 175.80    | Médaille de bronze |

| Athlète     | Compétition      | Éliminatoires | Éliminatoires | Finale  | Finale  |
| Athlète     | Compétition      | Points        | Rang          | Points  | Rang    |
| ----------- | ---------------- | ------------- | ------------- | ------- | ------- |
| Nona Garson | Saut d'obstacles | 115.75        | 71e           | Eliminé | Eliminé |